# دیرین‌کاونده
دیرین‌کاونده (نام علمی: Palaeoryctes) نام یک سرده از تیره دیرین‌کاوندگان است.